# Sedlarjevo
Sedlarjevo – wieś w Słowenii, w gminie Podčetrtek. W 2018 roku liczyła 63 mieszkańców.